# 贾治国
贾治国，圣名儒略（英語：Julius Jia Zhi-guo，1935年—），慈幼会会士，天主教正定教区正权主教（1981年—），因忠于教宗，不加入爱国会而多次遭到逮捕。
贾治国出生于中国河北省晋州武邱村，热心天主教。1963年到1978年服刑15年。1980年，贾治国被保定教区范学淹主教祝圣为神父，1981年又由范学淹主教祝圣为正定教区第二任正权主教。此后曾反复遭到十余次逮捕。2005年11月8日，美国总统布什访华前夕，贾治国主教被捕。10个月后，2006年9月获释。2007年6月5日，贾治国再度被捕。2008年8月24日，北京奥运会闭幕日，贾治国主教在河北省石家庄附近的武邱村基督君王主教座堂被公安人员带走，9月18日残疾人奥运会闭幕后获释。2008年底，自选自圣的石家庄教区主教蒋陶然“与圣座共融”，服从贾治国主教，实现正定教区合一。2009年3月30日，贾治国主教在武邱村基督君王主教座堂被公安人员带走。
2010年7月7日，他的拘禁结束。